# 존 키츠
존 키츠(John Keats, 1795년 10월 31일 ~ 1821년 2월 23일)는 영국의 낭만주의 시인이다. 퍼시 비시 셸리, 조지 고든 바이런과 함께 18세기 영국 낭만주의 전성기의 3대 시인 중 한 사람이다. 폐결핵으로 25세의 젊은 나이에 요절했고, 그가 썼던 시도 일생 동안 비평가들에게 높게 평가받지 못했지만, 사후에는 많은 후대의 시인들에게 중대한 영향을 끼치게 되었다. 그에게 영향을 받은 가장 대표적인 인물들로는 앨프리드 테니슨과 윌프레드 오언이 있다.

## 생애

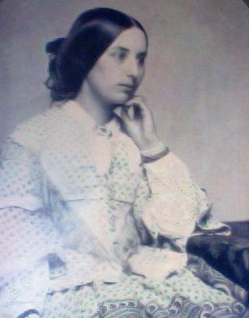
1850년 경의 패니 브론

1795년 10월 31일 런던의 가난한 가정에서 장남으로 태어났다. 1804년 아버지를 낙마사고로 잃고, 1810년 재혼한 어머니마저 결핵으로 죽게된다. 1814년까지 외과 의사의 조수로 일하다가 그 무렵 지역병원의 학생이 될 수 있었다. 이 무렵 호메로스, 스펜서 등을 애독하여 시작에 심취하게 된다.
1817년 봄, 와이트 섬으로 여행을 갔으며, 그해 그의 첫 시집 《존 키츠 시집》(Poems by John Keats)을 출간한다. 23세가 되던 1818년 스코틀랜드를 여행하다가 패니 브론(Fanny Brawne)을 알게 되어 다음 해 패니와 약혼한다. 같은 해 그는 그리스 신화의 아름다움을 추구한 4권 4천줄 짜리 우화 서사시 《엔디미온》(Endymion)을 간행했지만, 잡지에서 혹평을 받았다. 낙심한 키츠는 스코틀랜드와 북아일랜드로 여행을 떠나 그레이트브리튼섬의 최고봉인 벤 네비스 산 정상에 오른다. 이 때의 경험은 그를 정신적으로 성장시킨 것으로 알려졌다. 여행 중 키츠는 결핵 증상을 보여 일정을 단축하고 귀가했다. 동생 톰도 1818년 그의 어머니와 마찬가지로 결핵으로 사망했다.
그는 계속해서 중세 취향을 살린 <성 아그네스 축일의 전날 밤>, 민요풍의 《나이팅게일에게》(Ode to a Nightingale), 《하이페리온의 몰락》 (The Fall of Hyperion) 등을 썼고, 건강 악화로 인해 이탈리아에서 요양을 하면서, 로마의 스페인 광장 근처에 머물렀다.

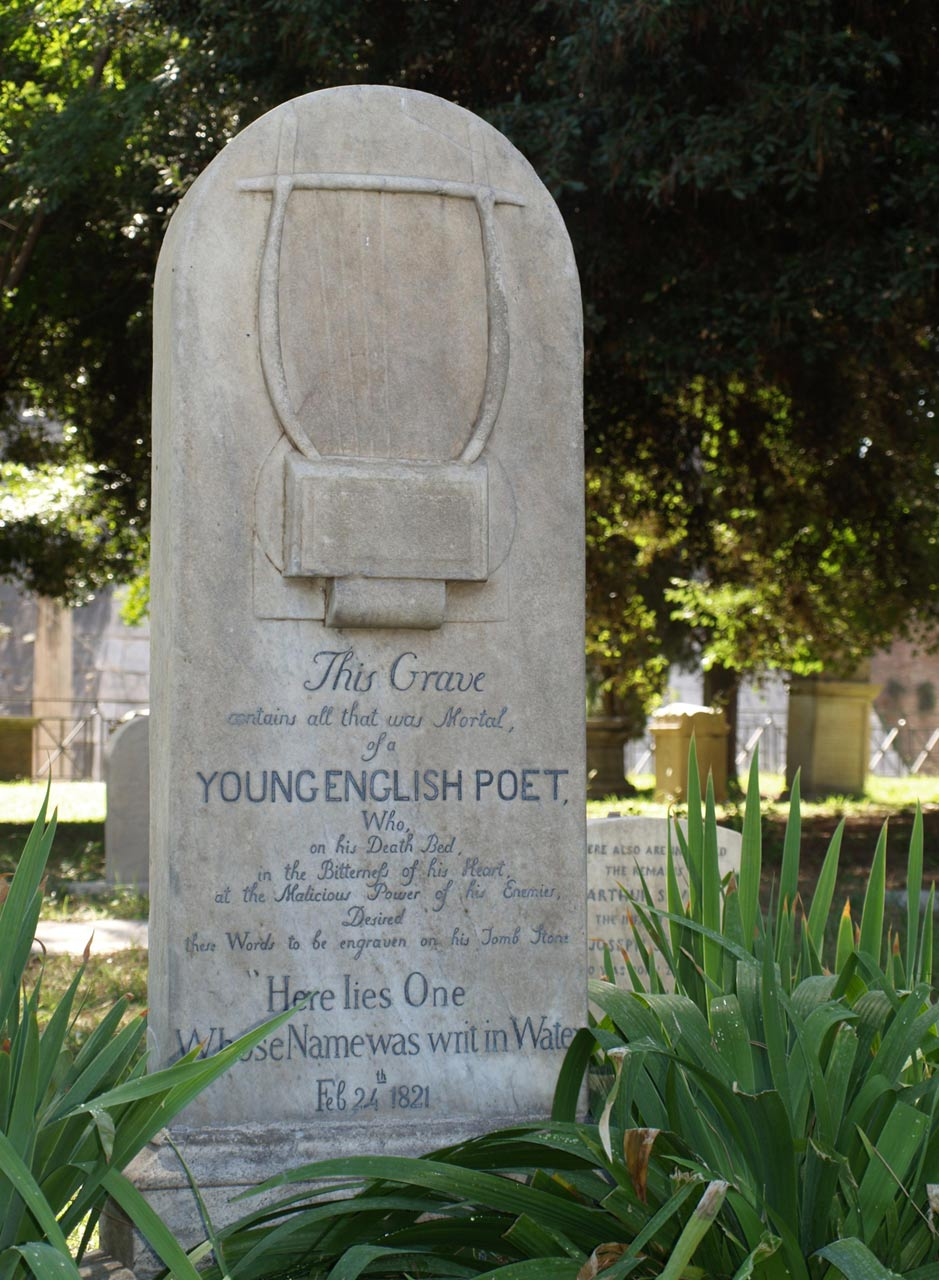
로마에 있는 키츠의 묘지

1819년 《성 아그네스의 저녁》(The Eve of St. Agnes), 《가을에》 (To Autumn), 《무정한 미인》(La Belle Dame Sans Merci), 《그리스 항아리에 대한 송시》(Ode on a Grecian Urn), 《라미아》(Lamia) 등 대표적인 그의 송시가 발표되었다. 하지만 그는 건강의 악화로 패니 브론과의 결혼을 포기해야 했다. 실의에 빠진 존 키츠는 친구의 극진한 간호에도 불구하고, 1821년 2월 23일 25세의 젊은 나이로 사망했고, 로마의 묘지에 안치된다. 그의 유언에 따라 그의 묘비에는 "아무런 의미도 없는 이름을 가진자 여기 잠들다"(Here lies one whose name was writ in water)라고 새겨져 있다.

## 시
키츠가 25세의 나이로 죽었지만, 그는 시를 진지하게 1814년부터 1820년 여름까지 거의 6년간 썼고, 4개를 출판했다. 그의 최초 시집인 소네트 시 《오 솔리튜드》(O Solitude)는 1816년 《익재미너》(Examiner)에서 등장한다. 반면 그의 시집 《라미아》(Lamia), 《이자벨라》(Isabella), 《성 아스네스 전야와 여러 시들》(The Eve of St Agnes and other poems)이 그의 마지막 로마 여행 이전인 1820년 7월에 등장한다. 그의 습작시의 압박과 아주 짧은 기간의 성숙은 키이츠 작품에서 현저한 하나의 양상이다. 비록 그가 짧은 시인의 삶에 비해 많은 시를 썼고, 그의 명성은 송시(Odes)에 초점이 맞춰져 있지만, 지금도 영국 시인들 중 가장 많이 연구되고, 칭송을 받는다.

## 같이 보기
- 소극적 수용능력 - 불가사의한 것들을 수용하는 능력을 가리키는 키츠의 개념
- 낭만주의
- 영국 문학

## 참고 문헌
- 이 문서에는 다음커뮤니케이션(현 카카오)에서 GFDL 또는 CC-SA 라이선스로 배포한 글로벌 세계대백과사전의 내용을 기초로 작성된 글이 포함되어 있습니다.